# Immissionsmessung
Als Immissionsmessung wird die messtechnische Erfassung von Immissionen bezeichnet. Sie dient dazu, Erkenntnisse über die auf Schutzgüter wie Menschen, Tiere, Pflanzen einwirkenden Emissionen zu gewinnen.

## Hintergrund

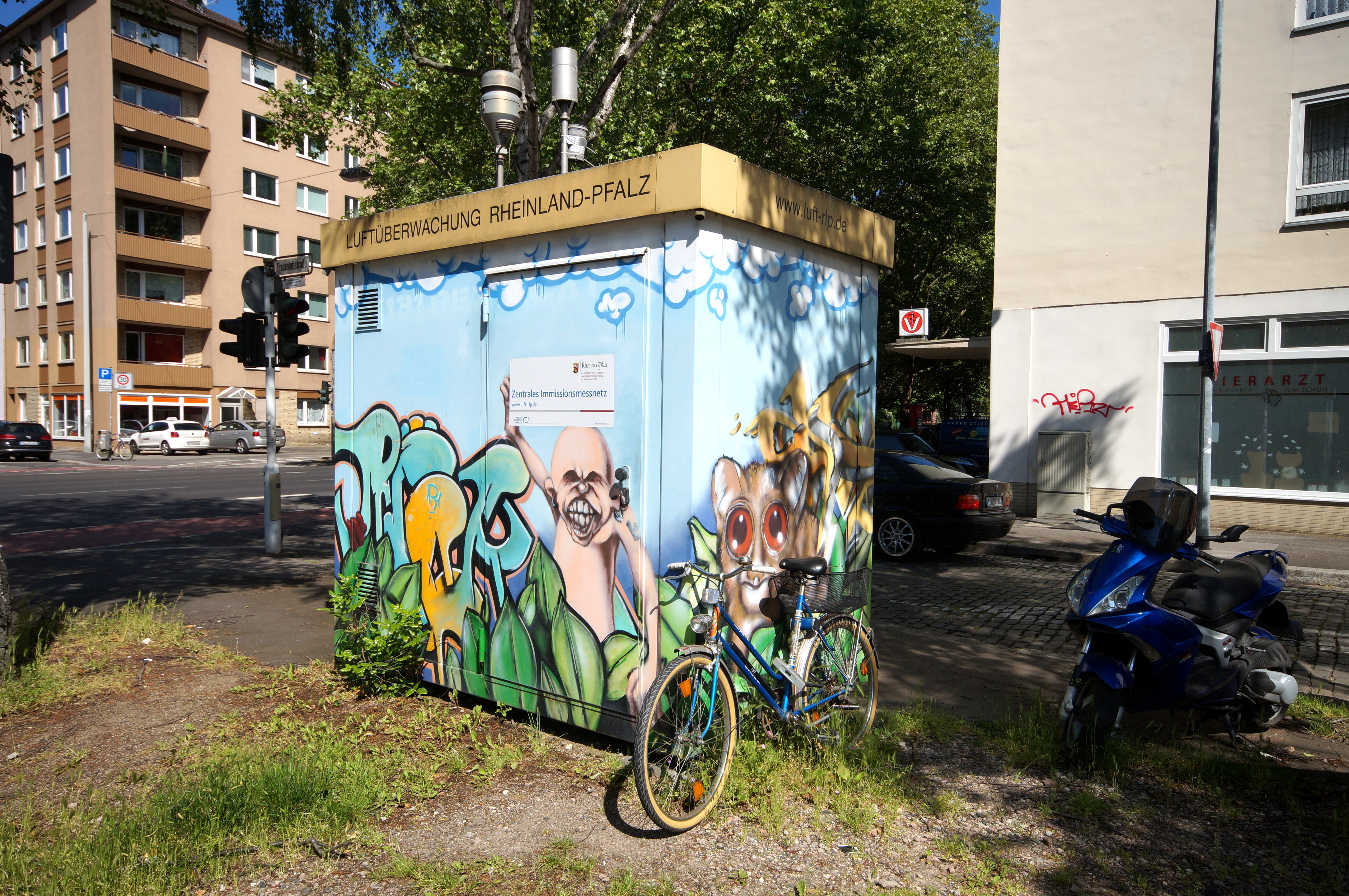
Luftüberwachungsstation des rheinland-pfälzischen Landesamts für Umwelt, Wasserwirtschaft und Gewerbeaufsicht an der Rheinallee in Mainz

Der Betrieb von mobilen und stationären Anlagen ist üblicherweise mit Emissionen verbunden. Dazu zählen neben Luftverunreinigungen auch Erschütterungen, Geräusche, Licht und Strahlen. Zur Beurteilung der Auswirkung dieser Emissionen auf Schutzgüter werden Messungen durchgeführt, um quantitative Aussagen z. B. zur Luft- oder Strahlenbelastung an einem ausgewählten Ort treffen zu können. Mit Daten von Immissionsmessungen, die in der Nähe von industriellen Anlagen gewonnen wurden, können vor allem deren diffuse Emissionen erfasst werden. Dies kann mittels Quelltermrückrechnung geschehen. In Fragen der Luftreinhaltung haben entsprechend dem Anhang III der Richtlinie 2008/50/EG über Luftqualität und saubere Luft für Europa Immissionsmessungen dort zu erfolgen, wo die höchsten Konzentrationen an Luftschadstoffen zu erwarten sind.
Je nach Messaufgabe und Messverfahren kann sich die Dauer der Probenahme bei der Immissionsmessung zwischen wenigen Minuten und mehreren Wochen bewegen. Bei der Immissionsmessung von Fluiden können sowohl aktiv sammelnde Systeme als auch Passivsammler Anwendung finden. Die Messverfahren können anreichernd oder nicht anreichernd sein.

## Messgrößen
Messgrößen können sein:
- Schalldruck[9]
- Schwebstaubkonzentration[10]
- Rußkonzentration[11]
- Konzentrationen von Gasen wie beispielsweise Stickoxide,[12] Ozon[13] oder Schwefeldioxid[14]

Sofern die Messgrößen zeitabhängig sind, beispielsweise vom Tages- oder Jahresgang, kann der Messaufwand zeitlich begrenzt werden. Zeitabhängigkeiten können aber auch dazu benutzt werden, um gezielt Maximalwerte zu messen.